# Jasmine Hutton
Jasmine Hutton (* 5. April 1999 in Brighton) ist eine englische Squashspielerin.

## Karriere
Jasmine Hutton begann ihre professionelle Karriere im Jahr 2018 und gewann bislang neun Titel auf der PSA World Tour. Ihre höchste Platzierung in der Weltrangliste erreichte sie mit Rang 16 am 7. April 2025. Bei ihrer ersten Teilnahme an den British Open erreichte sie 2019 als Wildcard-Spielerin die zweite Runde. 2020 wurde sie britische Vizemeisterin. Mit der englischen Nationalmannschaft gelang ihr 2022 der Titelgewinn bei den Europameisterschaften. Diesen Titel verteidigte sie 2023 mit der Mannschaft. 2022 gehörte Hutton auch erstmals zum englischen Kader bei der Weltmeisterschaft und wurde außerdem britische Meisterin. Den Titel bei den britischen Meisterschaften verteidigte sie 2023. 2024 folgte eine weitere WM-Teilnahme, 2025 sicherte sie sich mit der Nationalmannschaft zum dritten Mal den Titelgewinn bei den Europameisterschaften.

## Erfolge
- Europameisterin mit der Mannschaft: 3 Titel (2022, 2023, 2025)
- Gewonnene PSA-Titel: 9
- Britische Meisterin: 2022, 2023